# Breiðdalsvík
Breiðdalsvík ist ein Dorf im Osten von Island.
Er liegt am Nordufer der gleichnamigen Bucht östlich der Ringstraße .
Mit dieser ist er über den Breiðdalsvíkurvegur  verbunden.
Die Fahrstrecke nach Reykjavík beträgt 610, nach Djúpivogur 61 und nach Egilsstaðir mindestens 65 km.
Westlich der Ringstraße in der Lagune Leirur liegt der Flugplatz Breiðdalsvík in 1,5 km Entfernung.
Der Ort selbst entstand erst etwa 1960, doch bereits um 1880 wurde hier das erste Haus gebaut, drei Jahre später erwarb man Handelsrechte.
1896 entstand mit der Errichtung einer Handelsniederlassung aus Seyðisfjörður eine dauerhafte Ansiedlung.
Im Zweiten Weltkrieg wurde Breiðdalsvík im September 1942 von deutschen Bombern angegriffen.
Dabei wurden der Leuchtturm auf der Halbinsel Kambanes sowie zwei Häuser im Ort beschädigt.
Der Ausbau des Hafens nach Ende des Zweiten Weltkriegs führte zu einem raschen Anwachsen der Bevölkerungszahl. Der an der Straße zum nächsten Fjord Stöðvarfjörður gelegene hellorangefarbene Leuchtturm Kambanesviti stammt von 1922.

## Erwerbszweige
Heute sind vor allem die Schafzucht und die Fischerei Haupterwerbszweige des Ortes, doch ist man auch dabei den Tourismus auszubauen.
Es gibt z. B. ein Hotel mit Restaurant sowie ein Natursteinemuseum in der alten Telefonstation.
Im alten Haus des Genossenschaftsladens (Kaupfélag) ist jetzt eine Geologiausstellung und ein Raum in Erinnerung an Stefán Einarsson, der in der Gemeinde Breiðdalur geboren wurde.

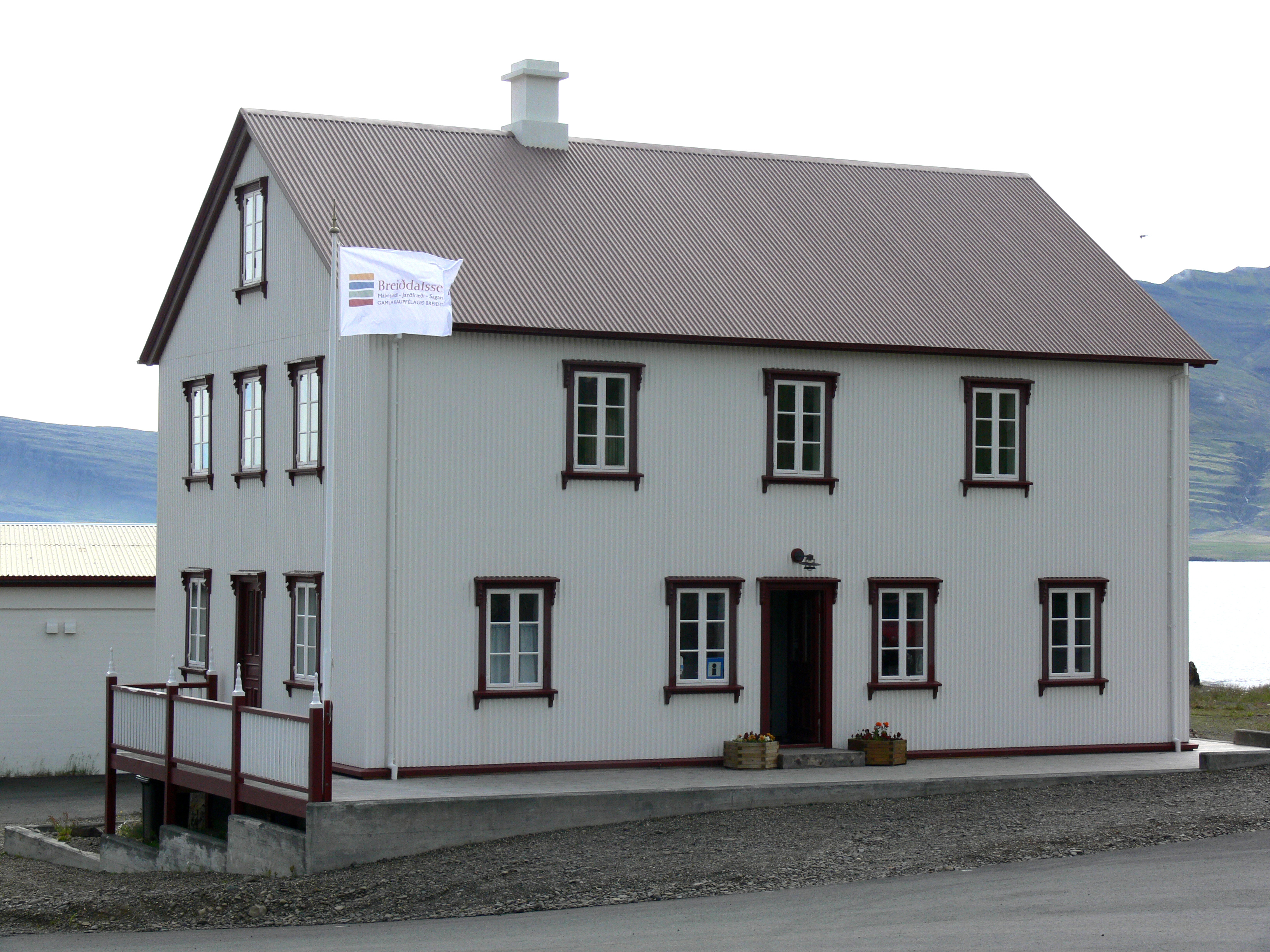
Ehem. Kaupfélagið, heute Museum